# Отеміс
Оте́міс (каз. Өтеміс) — село у складі Цілиноградського району Акмолинської області Казахстану. Входить до складу Акмольський сільського округу.
Населення — 451 особа (2021; 432 у 2009, 345 у 1999, 371 у 1989).
Національний склад станом на 1989 рік:
- казахи — 100 %.

До 1998 року село називалось Родионовка.